# Oto Kanás
Oto Kanás (21. února 1941 – 2. ledna 2024 Nitra), uváděný také jako Otto Kanás, byl slovenský fotbalový záložník. Žil v Nitře.
Coby trenér vedl v juniorském věku i pozdějšího slovenského reprezentanta Ľubomíra Moravčíka. Mimo fotbalu byl zástupce ředitele technické školy v Nitře a provozoval vlastní tiskařskou firmu. Zemřel po dvouměsíčních zdravotných komplikacích 2. ledna 2024.

## Hráčská kariéra
V československé lize hrál za Slovan Nitra v šesti utkáních, aniž by skóroval. Ze Slovanu Nitra přestoupil do Jiskry Nový Bydžov.

### Prvoligová bilance
| Ročník             | Zápasy | Góly | Minuty | Klub            |
| ------------------ | ------ | ---- | ------ | --------------- |
| I. liga 1960/61    | 6      | 0    | 450    | TJ Slovan Nitra |
| CELKEM I. ČS. LIGA | 6      | 0    | 450    |                 |